# Battles in the North
Battles in the North treći je studijski album norveškog black metal-sastava Immortal objavljen 15. svibnja 1995. godine, a objavila ga je diskografska kuća Osmose Productions.

## Popis pjesama
| 1.    | »Battles in the North«               | Demonaz | Demonaz, Abbath | 4:12 |
| 2.    | »Grim and Frostbitten Kingdoms«      | Demonaz | Demonaz Abbath  | 2:47 |
| 3.    | »Descent into Eminent Silence«       | Demonaz | Demonaz, Abbath | 3:10 |
| 4.    | »Thorned by Blackstorms«             | Demonaz | Demonaz, Abbath | 3:39 |
| 5.    | »Moonrise Fielda of Sorrow«          | Demonaz | Demonaz, Abbath | 2:25 |
| 6.    | »Cursed Realms of the Winterdemons«  | Demonaz | Demonaz         | 3:59 |
| 7.    | »At the Stormy Gates of Mist«        | Demonaz | Demonaz, Abbath | 3:00 |
| 8.    | »Through the Halls of Eternity«      | Demonaz | Abbath          | 3:36 |
| 9.    | »Circling Above in Time Before Time« | Abbath  | Abbath          | 3:56 |
| 10.   | »Blashyrkh (Mighty Ravendark)«       | Demonaz | Demonaz, Abbath | 4:34 |
| 35:18 |                                      |         |                 |      |

## Zasluge
Immortal
- Demonaz – gitara
- Abbath – vokal, bas-gitara, bubnjevi, glavna gitara (pjesma 4.)

Ostalo osoblje
- Pytten – inženjer zvuka
- J. Van Valkenburg – omot albuma
- O.I. - slike omota, slike
- Jannicke Wiese-Hansen - logo